# Bliszczyce
Bliszczyce est une localité polonaise de la voïvodie d'Opole et du powiat de Głubczyce.